# R-46 (大型ミサイル艇・2代)
R-46(ロシア語:Р-46エール・ソーラク・シェースチ)は、ソ連・ロシア連邦の大型ミサイル艇(Большой ракетный катер)である。1241.1M号計画「モールニヤ」型大型ミサイル艇の1番艇。

## 概要
R-46は、1241号計画型の設計元であるアルマース中央海洋設計局のレニングラード造船工場で建造された唯一の12411型であった。1980年3月20日には竣工し、ソ連海軍黒海艦隊の第295スリンスク赤旗受賞ミサイル艇旅団に配備された。
1991年末にソ連が崩壊すると、R-46はロシア海軍に編入された。しかし、オーバーホールのためにバルト海方面に回航されていたR-46は、1990年代における連邦の不況の影響を大いに受けることとなった。資金不足に陥ったR-46は、結局1995年に除籍の上解体された。1241号計画型の除籍は、R-46が初めてのことであった。